# Паніка 1893
Паніка 1893 (англ. Panic of 1893) — економічна депресія в США, що почалася в 1893.
Як і Паніці 1873, початок депресії поклало обвальне падіння акцій залізничних компаній, викликане надвиробництвом, і розорення банків. Депресія 1893 стала гіршою в історії США на той момент. Більше 15 000 компаній і 500 банків розорилося, безробіття на піку депресії склало 17-19%.